# Hilda Wijk
Hilda Virginia Wijk, född Prytz 11 augusti 1810 i Örgryte socken, död 27 juni 1890 i Marstrand, var en svensk brevförfattarinna.
Hilda Wijk var dotter till grosshandlaren Anders Magnus Prytz och Margareta Magdalena Brink. Han erhöll en god uppfostran och gick några år i en av herrnhutarförsamlingen inrättad skola i Göteborg. Sedan hon 1832 gift sig med Olof Wijk den äldre företog paret en resa genom de flesta av Europas kulturländer och hon förde därunder en dagbok, som visar hennes intresse för både konst och samhällsliv. Sedan maken invalts i borgarståndet, bodde hon under riksdagarna i Stockholm, där honom genom sin skönhet och älskvärdhet vann många beundrare inom societeten. En av dem var före detta envoyén Carl Gustaf von Brinkman, som i brev och poesi gav uttryck för sin svärmiska dyrkan. Av honom erhöll hon de romantiska epiteten "den blåögda" och "riksdagens huldgudinna". Hos Brinkman sammanträffade hon 1834 med Tegnér, till vilken hon snart kom i ett varmt vänskapsförhållande. Även Tegnér ägnade henne starkt passionerade dikter (Varningen, I Hilda Wijks stambok, båda 1838) och brev och besökte henne åtskilliga gånger på Wijks idylliska lantställe Bokedal vid Jonsered. Wijk, som levde i ett lyckligt äktenskap, besvarande inte Tegnérs passion men blev tillsammans med Martina von Schwerin hans "biktmoder" och bevisade genom en flitig brevväxling sin trofasta vänskap. Många av Hilda Wijks brev finns publicerade i Ewert Wrangels Den blåögda. Ur H. W:s litterära minnen från 1908 och i Fredrik Bööks biografi över Esaias Tegnér.